# Кокертай
Кокертай — село в Сретенском районе Забайкальского края России. Входит в состав сельского поселения «Усть-Наринзорское».

## География
Село находится в западной части района, на левом берегу реки Шилки, вблизи места впадения в неё реки Кокертай, на расстоянии примерно 20 километров (по прямой) к юго-западу от города Сретенска. Абсолютная высота — 453 метра над уровнем моря.
Климат
Климат характеризуется как резко континентальный с продолжительной холодной малоснежной зимой и коротким тёплым летом. Среднегодовая температура воздуха составляет −5,3 — +3 °С. Средняя многолетняя температура самого холодного месяца (января) составляет −28 — −24 °С (абсолютный минимум — −55 °С), температура самого тёплого (июля) — 16 — 19 °С (абсолютный максимум — 40 °С). Безморозный период длится в течение 80 — 100 дней. Среднегодовое количество осадков — 350—400 мм.
Часовой пояс
Село Кокертай находится в часовой зоне МСК+6. Смещение применяемого времени относительно UTC составляет +9:00.

## История
Основано в XVIII веке крестьянами, приписанными к Нерчинскому сереброплавильному заводу, первое упоминание 1731 г. по Книге записей церковных сборов за 1724—1754 гг. Раннее название по «Географическому описанию и современному состоянию Нерчинского уезда Иркутской провинции в Сибири» Миллера 1737 года — Чукмасова. Получило современное название не позднее 1744 г. В 1851 году жителей перевели в казачье сословие. Входило в качестве посёлка в состав станицы Куенгской 3-го отдела Забайкальского казачьего войска.
В 1897 году в селе насчитывалось 49 дворов. Согласно данным переписи 1923 года, имелось 96 домов с населением 528 человек, из которых 163 были грамотными.

## Население
| 1989 | 2002 | 2010 | 2021 |
| ---- | ---- | ---- | ---- |
| 50   | ↘22  | ↘4   | ↘2   |

Половой состав
По данным Всероссийской переписи населения 2010 года в гендерной структуре населения мужчины составляли 75 %, женщины — соответственно 25 %.
Национальный состав
Согласно результатам переписи 2002 года, в национальной структуре населения русские составляли 100 % из 22 чел.